# Chiméra běloskvrnná
Chiméra běloskvrnná (Hydrolagus colliei Lay & Bennett, 1839) je druh paryby z čeledi chimérovitých, která se vyskytuje na celém západním pobřeží Ameriky v Tichém oceánu. Jedná se o přibližně metr dlouhou parybu, která ale není hospodářsky využívána při rybolovu. Jsou známy případy, kdy chiméra zaútočila na člověka a bolestivě ho zranila.

## Popis
Chiméra běloskvrnná dorůstá velikosti až 97 cm. Její tělo se zužuje od hlavy k ocasu. Na nepravidelně tvarované hlavě, která připomíná pancéřování, má na stranách dvě velké vyklenuté oči. Na straně se nacházejí dvě velké prsní ploutve. Na hřbetě můžeme pozorovat menší hřbetní ploutev.
Tělo má načervenalou, narezlou, až nahnědlou barvu, která je místy narušována bílými nepravidelnými skvrnami.

## Výskyt
Chiméra obývá oblast Tichého oceánu v rozmezí od 58° severní šířky až po 28° jižní šířky, což odpovídá oblasti celého pobřeží Ameriky od Aljašky, přes Kalifornský záliv až na pobřeží Jižní Ameriky. Obývá vody od pobřežní čáry až po hloubku 913 metrů, které jsou převážně chladnější.

## Hospodářský význam
I přes to, že se jedná o rozšířenou velkou rybu, není nikterak komerčně využívána. Je mimo zájem rybářských lodí. Je chována v některých akváriích. V dřívějších dobách byla její játra používána pro výrobu strojního oleje.

## Galerie

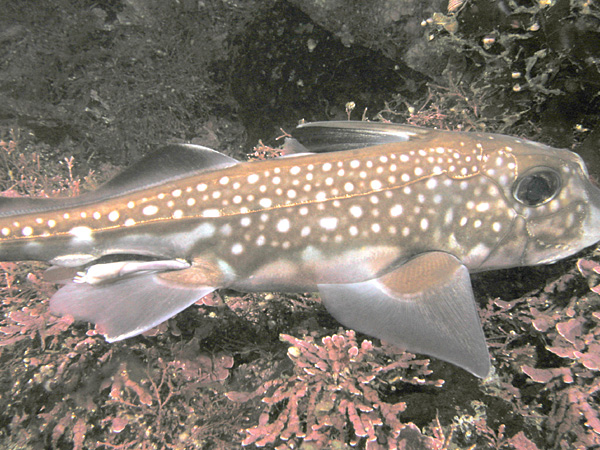
Celkový pohled na tělo chiméry